# フライング・ソーサー・アタック
フライング・ソーサー・アタック (Flying Saucer Attack) は、イギリスの音楽グループ。フィードバック・ノイズやインダストリアル、アンビエント的な要素を含んだ実験的なサウンドと、気だるく囁くようなボーカルを特徴とする。また、自宅にて家庭用のステレオ機器を用いてレコーディングを行っていることも特徴である。

## 来歴
1992年にイングランドのブリストルにて、デヴィッド・ピアース(David Pearce)とレイチェル・ブルック(Rachel Brook)の二人によって結成される。
初期に限定でいくつかの7インチ・シングルをリリースした後、1993年にファースト・アルバムである『Flying Saucer Attack』を、自身のレーベルであるFSA Recordsよりリリースする。このレコードはすぐに売り切れとなり、1994年に、アメリカのVHF RecordsよりCDとレコードが再発売されている。
1994年にドミノ・レコーズと契約し、初期シングルと未発表曲を収録した編集盤『ディスタンス』をリリースする。同年、ドラッグ・シティとアメリカでのレコード契約を交わす。翌1995年、セカンド・アルバムとなる『ファーザー』と、シングルを集めた編集盤である『Chorus』をリリースする。同年にブルックが自身の所属するムーヴィートーン (Movietone) での活動に集中するために脱退し、ピアースのソロ・プロジェクトとなる。
1997年にはサード・アルバム『New Lands』をリリース。2000年にアルバム『ミラー』をFSA Recordsおよびドラッグ・シティよりリリースするが、それ以降、フライング・ソーサー・アタックとしては活動停止状態となる。
ピアースはその後、シンガー・ソングライターのジェシカ・バイリフ (Jessica Bailiff)と共に、Clear Holizonとして2003年にセルフタイトルのアルバムをクランキー・レコーズよりリリースしている。
2015年、15年ぶりとなるアルバム『Instrumentals 2015』をドミノおよびドラッグ・シティよりリリース。

## ディスコグラフィ

### スタジオ・アルバム
- Flying Saucer Attack (1993年、FSA)
- 『ファーザー』 - Further (1995年、Domino/Drag City)
- New Lands (1997年、Domino/Drag City)
- 『ミラー』 - Mirror (2000年、Domino/Drag City)
- Instrumentals 2015 (2015年、Domino/Drag City)

### ライブ・アルバム
- In Search Of Spaces (1996年、Corpus Hermeticum)

### コンピレーション・アルバム
- 『ディスタンス』 - Distance (1994年、Domino/VHF)
- Chorus (1995年、Domino/Drag City)
- 『ディスタント・ステーション』 - Distant Station (1996年、Domino/Drag City) ※テレ：フンケンのリミックス
- P.A. Blues (2004年、VHF)
- Heartbeat/Complete (2012年、Weltraum)

### シングル & EP
- "Soaring High" (1993年)
- "Wish" (1993年)
- "Crystal Shade" (1994年)
- "Land Beyond the Sun" (1994年)
- "Beach Red Lullaby" (1995年)
- "Outdoor Miner" (1995年)
- "At Night" (1996年) ※ジェサミンとのスプリット盤
- "Sally Free and Easy" (1996年)
- "Goodbye" (1997年) ※featuring ロイ・モントゴメリー
- "Up in Her Eyes" (1997年)
- "Coming Home" (1997年)